# Lithells

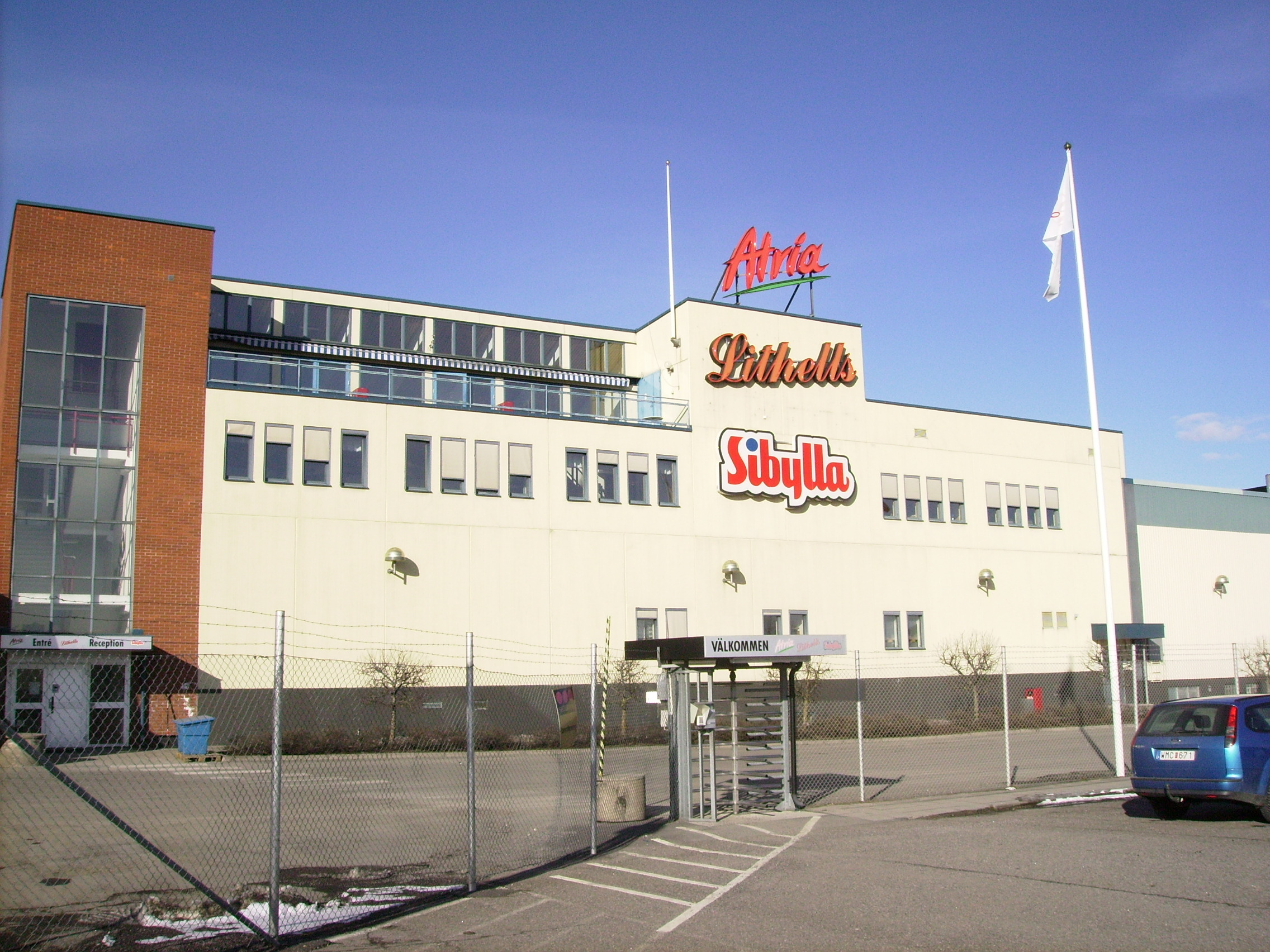
Lithells fabrik i Sköllersta, mars 2009.

Lithells är ett svenskt varumärke för korv som ägs av livsmedelsföretaget Atria Sweden. Produktionen sker i Sköllersta.

## Historik
Lithells grundades 1907 av Oskar Lithell i Kumla och var till en början en charkuteriaffär som bedrevs under blygsamma förhållanden i en liten källarlokal. Oskar Lithell var svärfar till Lydia Lithell som skrev flera andliga sånger. År 1913 öppnade en filial på Fabriksgatan i Örebro. 1920 uppfördes ett nytt slakteri och 1937 en moderniserad charkuteributik. 1940 innehade man tre försäljningsställen i Kumla, och därefter följde fler filialer i Fellingsbro och Hallsberg. Förutom dessa affärer drevs torghandel på lördagarna i saluhallen i Örebro och på torget i Kumla. 1932 lanserade Oskar Lithell Sveriges första varmkorv under namnet Sibylla. 1956 flyttade AB Lithells in i ett nedlagt mejeri i Sköllersta, där produktionen finns än i dag. 
I Lithellskoncernen kom Sibylla AB, Svensk Snabbmat AB (rikstäckande grossistkedja) samt gatukökskedjorna Sibylla och Fyrkanten att ingå, med nämnvärda varumärkena Lithells, Sibylla, Skåne Erik och Lars Jönsson.
1991 kom Lithells att ingå i Procordia AB. Efter att detta konglomerat uppdelades 1993 tillhörde Lithells under en period Branded Consumer Products (BCP), I maj 1994 slutförde IK Partners förvärvet av Lithells från Procordia och 1997 köptes Lithells av den finska livsmedelskoncernen Atria och numera är Lithells ett varumärke som ingår i livsmedelsföretaget Atria Sweden.